# Congrès international du droit des femmes
Le Congrès international du droit des femmes est une réunion féministe qui s'est tenu, pour la première fois, du 25 juillet au 9 août 1878 à Paris.

## Historique
Bien que des projets de congrès international aient déjà été suggérés dès 1873, il faut attendre le début de 1878 pour que des féministes s'attellent à sa réalisation. Le journal Le Droit des femmes de Léon Richer sert à promouvoir l'idée et à rassembler les volontaires. L'idée est de profiter de l'exposition universelle qui se tient à Paris pour donner de la visibilité au projet. Cependant en mai, alors que l'exposition universelle ouvre ses portes, Richer décide de repousser le congrès. C'est Maria Malliani di Travers, féministe italienne qui relance l'idée et fournit la somme nécessaire pour que le congrès se tienne.
Du 25 juillet au 9 août 1878 se tient donc à Paris ce Congrès international du droit des femmes. Il rassemble des femmes et des hommes de onze nationalités dont des Françaises, des Anglaises, des Américaines et des Allemandes. 600 personnes sont présentes. Cinq ateliers sont organisés, qui accueillent 219 participants, dont 113 hommes. Bien que de nombreux points soient abordés, Un élément important manque. Le droit de vote n'est pas évoqué. Hubertine Auclert, qui avait prévu un discours sur ce sujet, doit donc le faire éditer. Parmi les questions débattues se trouve le droit de divorcer, le travail des femmes, l'éducation. Un point important de ce congrès est la constitution d'une « internationale féministe », même si elle ne fut jamais officialisée.
Bien que le congrès ait été un succès, la presse française critique l'initiative et marque ainsi le rejet de tout projet visant à améliorer la condition féminine.
L'Italienne Anna Maria Mozzoni y a participé.

## Postérité
Un deuxième congrès est organisé en juin 1889[Où ?], à la préparation duquel prend notamment part Maria Deraismes[réf. souhaitée]. 

## Article annexe
- Congrès international des femmes